# Karolína Fričová
Karolína Fričová (* 29. April 2000 in Bratislava) ist eine slowakische Volleyballspielerin.

## Karriere

### Vereinskarriere
Im Alter von 13 Jahren wechselte Karolína Fričová in die Jugendabteilung vom Slávia Bratislava und gab bereits in der Saison 2014/15 ihr Debüt für die erste Mannschaft des Vereins in der Extraliga, der höchsten Liga im slowakischen Frauen-Volleyball. Für die Mannschaft aus ihrer Heimatstadt spielte sie bis 2019 und konnte viermal die slowakische Meisterschaft sowie dreimal 1 den slowakischen Pokal gewinnen. Zur Saison 2019/20 wechselte sie nach Tschechien zum Rekordmeister VK Prostějov, mit welchen sie in der Saison 2021/22 tschechische Meisterin werden konnte. Nachdem Meistertitel verließ sie die Mannschaft aus Prostějov und wechselte für zwei Spielzeiten nach Ungarn zu Vasas Budapest. In dieser Zeit konnte sie mit der Mannschaft aus Budapest unter Trainer Giannis Athanasopoulos zweimal das Double aus ungarischer Meisterschaft und ungarischen Pokal gewinnen.
Zur Saison 2024/25 wechselte sie nach Frankreich in die Ligue A, die höchste Liga im französischen Damen-Volleyball, zu Terville-Florange OC.

### Nationalmannschaftskarriere
Nachdem sie bereits im Jugend- und Juniorenbereich für die Slowakei international aktiv gewesen war, debütierte sie am 27. Juli 2019 in Nitra beim Freundschaftsspiel gegen Kroatien für die slowakische Nationalmannschaft. In der Folge nahm sie insgesamt drei Mal an einer Europameisterschaft teil und absolvierte bisher 65 Spiele (Stand: 27. August 2023) für ihr Land.

## Familie
Karolína Fričová hat mit Alexandra eine jüngere Schwester, welche ebenfalls als Volleyballspielerin aktiv ist.